# Peter Ficker
Peter Ficker (São Paulo, 8 de junho de 1951) é um velejador brasileiro.
Ficker obteve a medalha de bronze nos Jogos Olímpicos de Montreal 1976 em parceria com Reinaldo Conrad competindo na classe Flying Dutchman.
Obteria ainda as medalhas de ouro nos Jogos Pan-americanos de Cali 1971 na classe Lightning e prata nos Jogos de Caracas 1983 na classe Star.